# Arnold Hauser
Arnold Hauser (Timișoara, 8 mei 1892 – Boedapest 28 januari 1978) was een Hongaarse kunsthistoricus. Hauser legde in zijn publicaties boeiende verbanden tussen verschillende wetenschappelijke disciplines zoals kunstgeschiedenis, psychoanalyse, kunsttheorie, esthetica, kunstsociologie en kunstpsychologie.

## Biografie
Arnold Hauser studeerde filosofie en kunst- en literatuurgeschiedenis aan de universiteiten van Boedapest en Parijs. Tijdens de Eerste Wereldoorlog kwam hij in contact met een kring van intellectuelen rondom Georg Lukács waartoe verder onder andere behoren: Frederick Antal, Charles de Tolnay en Karl Mannheim. In 1918 promoveerde hij aan de universiteit van Boedapest. Vervolgens studeert hij economie en sociologie in Berlijn. Tussen 1924 en 1938 behoort de filmtheorie tot zijn studieobject. In 1938 wijkt hij uit naar Londen. Vanaf 1951 wordt hij docent kunstgeschiedenis aan de Universiteit van Leeds. Er volgen diverse publicaties met onder meer Philosophie der Kunstgeschichte, Der Manierismus en Kunst und Gesellschaft.
In het werk van Arnold Hauser staat de invloed van veranderende sociale structuren op de beeldende kunst centraal. In zijn belangrijkste werk The Social History of Art (1951) stelde hij dat kunst die aanving als vlak, symbolisch, geformaliseerd, abstract en over spirituele zaken ging, meer en meer realistisch en naturalistisch werd wanneer samenlevingen minder hiërarchisch en autoritair en meer ondernemend en burgerlijk werden. Hauser had daarbij geen interesse voor de factuur van een kunstwerk of de concrete scheppingsact van de kunstenaar bij het maken van kunst. Hij stelde dat formele stijlveranderingen in een kunstwerk doorheen de tijd, automatisch het gevolg zijn van veranderende politieke en economische verhoudingen in een maatschappij.